# Monument van Santigron
Het monument van Santigron (Wanica), Suriname, werd onthuld op 3 januari 2016 tijdens de viering van de Internationale Dag van de Zwarte Beschaving (Blakaman Dey). Deze dag is door UNESCO ingesteld op de eerste zondag van januari. Het monument kwam tot stand met steun van de Feydrasi Fu Afrikan Srananman.
De dag stond in het teken van lespeki, Saramaccaans voor respect. Het monument kent hetzelfde thema en toont met de inscripties van vijftien namen op een plaquette respect aan mensen die zich sinds de stichting in circa 1850 hebben ingezet voor het dorp. Over gewaardeerde bere's en lo's zijn in de geschiedenis van het dorp steeds weer liederen gezongen.
Tijdens de ceremonie werden ook aan drie personen onderscheidingen uitgereikt als teken van grani (dankbaarheid, waardering) voor hun betekenis op wetenschappelijk, economisch en sociaal gebied. Voor de ceremonie werden de ministers Edgar Dikan (Regionale Ontwikkeling) en Robert Peneux (Onderwijs, Wetenschap en Cultuur) uitgenodigd.
Er wordt van uitgegaan dat een Saramaccaanse wachter aan het begin van de stichting van het dorp staat. Toen hij werd bezocht door zijn familie, mocht die niet op de houtgrond verblijven. Ze vestigde zich verderop, waar vervolgens het dorp ontstond. Hierna kwamen ook Aucaners in het dorp wonen. De spreektaal is Saramaccaans.